# Клев
Клев (пол. Klew) — село в Польщі, у гміні Жарнув Опочинського повіту Лодзинського воєводства.
Населення — 199 осіб (2011).
У 1975—1998 роках село належало до Пйотрковського воєводства.

## Демографія
Демографічна структура станом на 31 березня 2011 року:
|          | Загалом | Допрацездатний вік | Працездатний вік | Постпрацездатний вік |
| -------- | ------- | ------------------ | ---------------- | -------------------- |
| Чоловіки | 99      | 15                 | 74               | 10                   |
| Жінки    | 100     | 16                 | 51               | 33                   |
| Разом    | 199     | 31                 | 125              | 43                   |